# فرهنگ مغولی

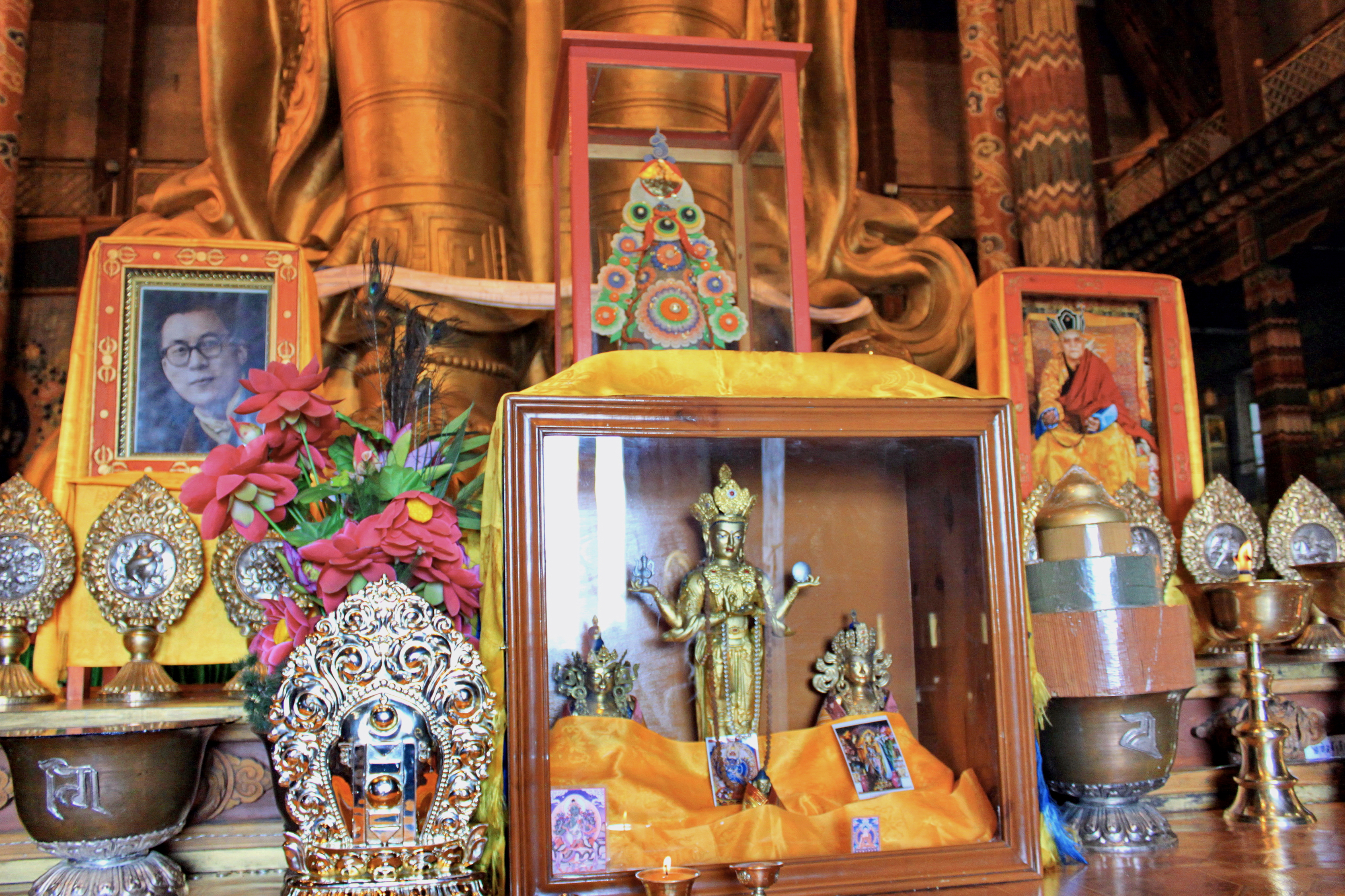
محراب 9th Jebtsundamba Khutughtu - رهبر معنوی‌تبار گلوگ در میان مغولان خلخا. صومعه گاندانتگچینلن، اولان باتور، مغولستان.

فرهنگ مغولی (انگلیسی: Culture of Mongolia) با توجه به سنت عشایری کشور و موقعیت آن در چهارراه امپراتوری‌ها و تمدن‌های مختلف شکل گرفته‌است. فرهنگ مغولی متأثر از فرهنگ‌های مردم مغول، مردم ترک و مردم آسیای شرقی، و همچنین از جغرافیای کشور و تاریخ تعاملات سیاسی و اقتصادی آن با سایر ملل است.